# Eudokia (imię)
Eudokia (gr. Εὐδοκία) – imię żeńskie pochodzenia greckiego. Pochodzi od gr. ευδοκεω (eudokeo), co według niektórych źródeł oznacza „być bardzo zadowolonym, być zadowolonym”, od gr. ευ – „dobra” i δοκεω (dokeo) – „myśleć, wyobrażać sobie, przypuszczać”, według innych – "życzliwość". Jej ludową formą rosyjską jest Awdotia. W polskiej literaturze Eudokia jest utożsamiana z Eudoksją.
Eudokia imieniny obchodzi 1 marca, w dniu wspomnienia św. Eudokii z Heliopolis.
Odpowiedniki i formy pochodne w innych językach:
- bułg. Евдокия
- język estoński – Jevdokija
- gr. Εὐδοκία
- język niemiecki – Eudokia
- rus. Евдокия, Авдотья, Евдокея
- ukr. Євдокія, Євдоха, Явдоха, Вівдя, Докія
- język włoski – Eudocia

## Imienniczki
- Atena Eudokia (401–460), właśc. Atenaida Eudokia – żona cesarza Teodozjusza II.
- Eudokia (I–II wiek) – mniszka i męczennica, święta Kościoła katolickiego i prawosławnego
- Eudokia (Mieszczeriakowa) (1895–1977) – rosyjska mniszka prawosławna.
- Eudokia – cesarzowa bizantyńska, żona Justyniana II.
- Eudokia Bajana (zm. 901) – cesarzowa bizantyńska 900–901.
- Eudokia Dekapolitissa (zm. po 883) – cesarzowa bizantyńska.
- Eudokia Ingerina (ok. 840–882) – cesarzowa bizantyńska.
- Eudokia Komnena (1094 – ok. 1129) – córka Aleksego I Komnena i Ireny Dukainy.
- Eudokia Komnena (1160 – ok. 1203) – córka Izaaka Komnena i jego drugiej żony Ireny.
- Eudokia Melissena (VIII wiek) – cesarzowa bizantyńska, trzecia żona Konstantyna V.
- Eudokia Paleologina (ok. 1265–1302) – cesarzowa Trapezuntu.
- Eudokia z Gruzji (zm. 1395) – cesarzowa Trapezuntu, żona Manuela III Komnena.
- Eudokia z Trapezuntu (zm. po 4 września 1395) – trapezuncka księżniczka.
- Eudokia (439–466/474?) – córka Atenaidy Eudokii, żona Huneryka, a później Palladiusza.
- Fabia Eudokia (zm. 612) – cesarzowa bizantyńska 610–612.
- Jewdokija Bierszanska – radziecka lotniczka wojskowa, podpułkownik.
- Jewdokija Nikulina – radziecka lotniczka wojskowa, major lotnictwa.